# Saint-Bernard (Ain)
Saint-Bernard és un municipi francès situat al departament de l'Ain i a la regió d'Alvèrnia-Roine-Alps. L'any 2007 tenia 1.369 habitants.

## Demografia

### Població
El 2007 la població de fet de Saint-Bernard era de 1.369 persones. Hi havia 488 famílies de les quals 96 eren unipersonals (44 homes vivint sols i 52 dones vivint soles), 166 parelles sense fills, 194 parelles amb fills i 32 famílies monoparentals amb fills.
La població ha evolucionat segons el següent gràfic:
Habitants censats

### Habitatges
El 2007 hi havia 561 habitatges, 489 eren l'habitatge principal de la família, 50 eren segones residències i 22 estaven desocupats. 535 eren cases i 27 eren apartaments. Dels 489 habitatges principals, 426 estaven ocupats pels seus propietaris, 55 estaven llogats i ocupats pels llogaters i 8 estaven cedits a títol gratuït; 6 tenien una cambra, 12 en tenien dues, 54 en tenien tres, 131 en tenien quatre i 286 en tenien cinc o més. 402 habitatges disposaven pel capbaix d'una plaça de pàrquing. A 172 habitatges hi havia un automòbil i a 294 n'hi havia dos o més.

### Piràmide de població
La piràmide de població per edats i sexe el 2009 era:
| Homes | Edats   | Dones |
| ----- | ------- | ----- |
| 4     | 95 o +  | 0     |
| 4     | 90 a 94 | 36    |
| 12    | 85 a 89 | 20    |
| 8     | 80 a 84 | 16    |
| 12    | 75 a 79 | 28    |
| 20    | 70 a 74 | 28    |
| 28    | 65 a 69 | 32    |
| 16    | 60 a 64 | 24    |
| 24    | 55 a 59 | 44    |
| 44    | 50 a 54 | 40    |
| 36    | 45 a 49 | 56    |
| 80    | 40 a 44 | 40    |
| 44    | 35 a 39 | 76    |
| 32    | 30 a 34 | 44    |
| 32    | 25 a 29 | 20    |
| 16    | 20 a 24 | 12    |
| 24    | 15 a 19 | 36    |
| 80    | 10 a 14 | 32    |
| 60    | 5 a 9   | 80    |
| 36    | 0 a 4   | 32    |

## Economia
El 2007 la població en edat de treballar era de 859 persones, 615 eren actives i 244 eren inactives. De les 615 persones actives 586 estaven ocupades (311 homes i 275 dones) i 29 estaven aturades (13 homes i 16 dones). De les 244 persones inactives 99 estaven jubilades, 88 estaven estudiant i 57 estaven classificades com a «altres inactius».

### Ingressos
El 2009 a Saint-Bernard hi havia 494 unitats fiscals que integraven 1.366,5 persones, la mediana anual d'ingressos fiscals per persona era de 25.222 €.

### Activitats econòmiques
Dels 47 establiments que hi havia el 2007, 2 eren d'empreses alimentàries, 2 d'empreses de fabricació d'altres productes industrials, 8 d'empreses de construcció, 9 d'empreses de comerç i reparació d'automòbils, 2 d'empreses de transport, 2 d'empreses d'hostatgeria i restauració, 1 d'una empresa d'informació i comunicació, 1 d'una empresa financera, 6 d'empreses immobiliàries, 10 d'empreses de serveis, 2 d'entitats de l'administració pública i 2 d'empreses classificades com a «altres activitats de serveis».
Dels 12 establiments de servei als particulars que hi havia el 2009, 1 era un taller de reparació d'automòbils i de material agrícola, 2 guixaires pintors, 2 fusteries, 1 lampisteria, 3 electricistes, 1 perruqueria, 1 restaurant i 1 agència immobiliària.
Dels 3 establiments comercials que hi havia el 2009, 1 era una botiga de més de 120 m² i 2 fleques.

## Equipaments sanitaris i escolars
El 2009 hi havia una escola elemental.

## Poblacions més properes
El següent diagrama mostra les poblacions més properes.